# Old Wardour Castle
Old Wardour Castle är ett slott i Storbritannien.   Det ligger i grevskapet Wiltshire och riksdelen England, i den södra delen av landet, 150 km väster om huvudstaden London. Old Wardour Castle ligger 138 meter över havet.
Terrängen runt Old Wardour Castle är platt. Runt Old Wardour Castle är det ganska tätbefolkat, med 166 invånare per kvadratkilometer. Närmaste större samhälle är Shaftesbury, 8,0 km väster om Old Wardour Castle. Trakten runt Old Wardour Castle består till största delen av jordbruksmark.